# هیز پولارد
هیز پولارد (انگلیسی: Hayes Pullard؛ زادهٔ ۱۸ آوریل ۱۹۹۲) بازیکن فوتبال آمریکایی است.
از باشگاه‌هایی که در آن بازی کرده‌است می‌توان به لس آنجلس رمز و لس آنجلس چارجرز اشاره کرد.